# Eleições estaduais de Hesse em 1946
As eleições estaduais de Hesse em 1946 foram realizadas a 1 de Dezembro e, serviram para eleger os 90 deputados.
O grande vencedor das eleições foi o Partido Social-Democrata da Alemanha, ao obter 42,7% dos votos e 38 deputados.
A União Democrata-Cristã ficou-se como o segundo partido mais votado, ao conseguir 31,0%.
Por fim, destacar os bons resultados conseguidos pelo Partido Liberal Democrático e Partido Comunista da Alemanha, que conseguiram 15,7% e 10,7%, respectivamente. 
Após as eleições, os social-democratas formaram um governo de grande coligação com os democratas-cristãos.

## Resultados Oficiais
| Partido                 | Partido                       | Votos     | %     | Deputados |
| ----------------------- | ----------------------------- | --------- | ----- | --------- |
|                         | Partido Social-Democrata      | 687 431   | 42,71 | 38 / 90   |
|                         | União Democrata-Cristã        | 498 158   | 30,95 | 28 / 90   |
|                         | Partido Liberal Democrático   | 252 207   | 15,67 | 14 / 90   |
|                         | Partido Comunista da Alemanha | 171 592   | 10,66 | 10 / 90   |
| Votos Inválidos         | Votos Inválidos               | 132 028   | 7,58  |           |
| Total                   | Total                         | 1 741 416 | 100   | 90 / 90   |
| Eleitorado/Participação | Eleitorado/Participação       | 2 380 109 | 73,17 |           |
| Fonte                   | Fonte                         | [ 1 ]     | [ 1 ] | [ 1 ]     |